# TMEM110
TMEM110 (англ. Transmembrane protein 110) – білок, який кодується однойменним геном, розташованим у людей на 3-й хромосомі. Довжина поліпептидного ланцюга білка становить 294 амінокислот, а молекулярна маса — 33 187.
| 10         |  | 20         |  | 30         |  | 40         |  | 50         |
| ---------- |  | ---------- |  | ---------- |  | ---------- |  | ---------- |
| MQGPAGNASR |  | GLPGGPPSTV |  | ASGAGRCESG |  | ALMHSFGIFL |  | QGLLGVVAFS |
| TLMLKRFREP |  | KHERRPWRIW |  | FLDTSKQAIG |  | MLFIHFANVY |  | LADLTEEDPC |
| SLYLINFLLD |  | ATVGMLLIYV |  | GVRAVSVLVE |  | WQQWESLRFG |  | EYGDPLQCGA |
| WVGQCALYIV |  | IMIFEKSVVF |  | IVLLILQWKK |  | VALLNPIENP |  | DLKLAIVMLI |
| VPFFVNALMF |  | WVVDNFLMRK |  | GKTKAKLEER |  | GANQDSRNGS |  | KVRYRRAASH |
| EESESEILIS |  | ADDEMEESDV |  | EEDLRRLTPL |  | KPVKKKKHRF |  | GLPV       |

A: Аланін

C: Цистеїн

D: Аспарагінова кислота

E: Глутамінова кислота

F: Фенілаланін

G: Гліцин

H: Гістидин

I: Ізолейцин

K: Лізин

L: Лейцин

M: Метіонін

N: Аспарагін

P: Пролін

Q: Глутамін

R: Аргінін

S: Серин

T: Треонін

V: Валін

W: Триптофан

Локалізований у мембрані, ендоплазматичному ретикулумі.